# Afrotrogus nigripedalis
Afrotrogus nigripedalis là một loài tò vò trong họ Ichneumonidae.